# Gabriel de Zayas
Gabriel de Zayas (Écija, 1526 — Madrid, 13 de juliol de 1593), Secretari d'Estat amb Felip II.

## Biografia
Neix a Écija en 1526, al si del llinatge dels Zayas establits a Andalusia. Els seus estudis els realitza a la universitat d'Alcalá de Henares, on estigué amb seguretat, els cursos 1545-46 i 1546-47. I fou ordenat sacerdot en 1546 o poc abans.
Al voltant de 1548 entra a treballar d'oficial amb el secretari reial Gonzalo Pérez, el qual aquest mateix any passa a servir, com a secretari, al príncep d'Astúries, el futur Felip II, quan aquest viatja per Alemanya i Flandes. Durant els anys 1554-1555 forma part del seguici que acompanya al príncep Felip en el casament amb Maria Tudor, reina d'Anglaterra. A l'any següent, abdicat Carles V, Gabriel de Zayas es converteix en el primer oficial de la Secretaria del Consell d'Estat, quan Felip II nomena a Gonzalo Pérez secretari del Consell d'Estat.
La creixent confiança de Gonzalo Pérez amb Zayas es reflecteix en els darrers anys del secretari reial quan, per absències i infermetats, el substitueix en la ratificació de la signatura del rei, almenys des de 1564; i el nomena un dels seus marmessors. A la mort de Gonzalo Pérez, el 12 d'abril de 1566, continua acreditant la signatura reial junt al fill de Gonzalo, Antonio Pérez; i el 19 d'octubre ja entraven els dos a les sessions del Consell d'Estat, sense haver estat nomenats secretaris reials, nomenament que aconseguiren el 17 de juliol de 1567.
El 8 de desembre de 1567 el rei divideix la Secretaria d'Estat, nomenant Zayas secretari dels assumptes de França, Alemanya i Anglaterra, i a Antonio Pérez, secretari dels assumptes d'Itàlia. I tot i haver recolzat la designació d'Antonio Pérez, l'ambició d'aquest provocà nombrosos conflictes. El rei el té en alta estima, i així, en 1568, estava entre els elegibles per a ocupar un cardenalat. En 1579 queda vacant la Secretaria del Consell d'Itàlia, en principi destinada a Pérez; el rei però, es decideix per Zayas, el qual jura el càrrec el 13 de juliol. Pocs dies després, el 27 de juliol, és arrestat Antonio Pérez, i Zayas ocupa provisionalment la Secretaria d'Estat, la qual traspassa a Juan de Idiáquez quan aquest és nomenat secretari d'Estat el 31 d'agost. El rei li envia el 20 d'octubre una Instrucció on indica com s'ha d'exercir el càrrec, i allí li comunica que ha nomenat a Francisco de Idiáquez, secretari reial, com ajudant seu, pels seus problemes de salut. De tota manera, es manté ferm en el càrrec fins a la seva mort. En 1580 ocupa la Secretaria de la Junta de Portugal i es trasllada amb Felip II a Portugal durant els anys 1580 fins a 1583.
De les dues faccions polítiques enfrontades pel poder durant el regnat de Felip II, la representada per Rui Gomes da Silva, príncep d'Éboli, i la liderada pel duc d'Alba, Fernando Álvarez de Toledo, Zayas es decantava clarament per la segona, mantenint una gran amistat amb el duc, el qual li tenia una especial estima i plena confiança.
Col·leccionista d'art i bibliòfil, mantingué relacions culturals i epistolars amb Juan de Verzosa, poeta en llatí i historiador, amb l'impressor Christophe Plantin, amb el diplomàtic i poeta Diego Hurtado de Mendoza, amb l'historiador i poeta Joan Calvet d'Estrella, i amb el teòleg Pedro de Fuentidueñas, entre d'altres. I fou amic personal del teòleg i bibliòleg Benito Arias Montano, i dels historiadors Jerónimo Zurita i Ambrosio de Morales, els quals estudiaren, com ell, a la universitat d'Alcalá de Henares, i als quals recolzà en els seus projectes. Arias Montano, Calvete i Verzosa li dedicaren sengles poemes.
A les darreries de 1592 atorga testament, trobant-se malalt, el qual completa amb un codicil·li el 7 de juliol de 1593. Mor poc després, el 13 de juliol de 1593, i fou soterrat en la capella de l'Hospital de Sant Lluc i Sant Nicolau d'Alcalá de Henares.